# Marcus Didius Falco
Marcus Didius Falco ist die fiktive Hauptfigur in einer Buchreihe der britischen Autorin Lindsey Davis, die in Deutschland bei der Verlagsgruppe Droemer Knaur erscheint. 2010 wurde in Großbritannien der zwanzigste und letzte Roman um den im 1. Jahrhundert n. Chr. agierenden römischen Privatermittler erzählt und veröffentlicht. Eine 2013 gestartete Nachfolgereihe dreht sich um Falcos Adoptivtochter Flavia Albia.

## Zur Person

### Charakterisierung
Marcus Didius Falco wurde 41 n. Chr. als zweitjüngstes von sieben Kindern einer Familie von Plebejern in Rom geboren. Als junger Erwachsener schloss er sich der römischen Legion an und war in Britannien stationiert. Durch eine List gelang es ihm, als kriegsuntauglich vorzeitig entlassen zu werden und nach Rom zurückzukehren. Dort beginnt er als Privatermittler zu arbeiten und lebt zunächst in geregelter Armut. Im Jahr 70 n. Chr. erhält er seinen ersten kaiserlichen Auftrag und steigt durch erfolgreiche Arbeit und den daraus resultierenden Lohn in den Rang eines Ritters auf. Mit der Senatorentochter Helena Justina findet er die Liebe seines Lebens, die ihm die beiden Töchter Julia Junilla und Sosia Favonia schenkt.
Falco, der nur von seinen engsten Freunden und Verwandten „Marcus“ genannt wird, ist ein selbstbewusster Mann, der keinen Hehl daraus macht, dass er sehr unordentlich und laut sein kann, auch ganz gerne mal einen über den Durst trinkt und sich nicht immer an gesellschaftliche Regeln hält. Er ist von einer ziemlich modernen Einstellung geprägt und weigert sich, den Patriarchen zu geben. Er lässt seiner Frau Helena, die er von ganzem Herzen liebt, und den anderen Frauen in seiner Familie alle Freiheiten. Falco verfügt über einen großen Sinn für Humor und enormen kriminalistischen Spürsinn.

### Familie und Freunde
Falco lebt mit der Senatorentochter Helena Justina in einer eheähnlichen Gemeinschaft. Da beide zusammenwohnen und zwei gemeinsame Kinder haben, gelten sie als Ehepaar, obwohl sie auf eine offizielle Hochzeitszeremonie bislang verzichtet haben. Aufgrund der Tatsache, dass Helena die Tochter eines Senators ist und aus der Oberschicht stammt, gilt ihre Beziehung mit Falco, der nur ein Plebejer ist und als Privatermittler einen eher verrufenen Beruf ausübt, als Skandal. Helena ist eine kluge und für ihre Zeit ausgesprochen selbstständige Frau, die ihren Mann bei seinen Ermittlungen unterstützt, oft aber auch Angst um ihn hat. Falco und Helena haben zwei leibliche Töchter namens Julia Junilla Laeitana und Sosia Favonia. Später kommen noch eine adoptierte Tochter namens Flavia Albia, die aus Britannien stammt, und ein Adoptivsohn namens Postumus, der zugleich Falcos jüngerer Halbbruder ist, hinzu. Ein leiblicher Sohn von Falco und Helena stirbt noch am Tag seiner Geburt.
Zu seinem Schwiegervater, dem Senator Decimus Camillus Verus, hat Falco trotz des Standesunterschiedes ein gutes Verhältnis, nicht zuletzt, weil beide Helena und die beiden Kinder über alles lieben und schätzen. Helenas Mutter Julia Justa hält wenig von ihrem Schwiegersohn, freut sich aber sehr über ihre beiden süßen Enkeltöchter. Des Weiteren hat Helena zwei jüngere Brüder namens Camillus Aelianus, genannt Aulus, und Camillus Justinus. Während Falco mit Justinus befreundet und mit diesem schon durch Germanien gereist ist, tut sich der arrogante und intolerante Aulus schwer, seinen unstandesgemäßen Schwager zu akzeptieren. Die beiden Brüder sorgen für einen Skandal, als Justinus mit der reichen Erbin Claudia Rufina, die nach dem Willen ihrer beiden Familien Aulus heiraten sollte, durchbrennt. Ihren Konflikt tragen die Brüder dadurch aus, dass sie als Falcos (unbezahlte) Assistenten zu arbeiten beginnen und dabei miteinander konkurrieren.
Falcos eigene Familie gilt als streitlustig und ungehobelt. Sein Vater Marcus Didius Favonius, genannt Geminus, verließ die Familie, um mit einer anderen Frau zusammenzuleben, als Falco noch ein Kind war. Erst nachdem Falco aus der Legion entlassen wird, trifft er seinen Vater das erste Mal wieder. Obwohl Falco und Geminus, der ein gerissener und erfolgreicher Auktionator ist, bei einigen Gelegenheiten gut zusammenarbeiten und Geminus seinem Sohn hin und wieder finanziell unter die Arme greift, kann Falco seinem Vater nicht verzeihen und versucht ihn weitestgehend aus seinem Leben auszuschließen. Im letzten Band stirbt Geminus. Falco übernimmt dessen Auktionshaus und adoptiert einige Monate später auch dessen nachgeborenen Sohn Postumus. Falcos Mutter Junilla Tacita ist eine strenge Frau, die nicht viel von dem Beruf ihres Sohnes hält, aber seine Ehe mit der adligen Helena sehr begrüßt und ihre Enkeltöchter abgöttisch liebt.
Von Falcos sechs Geschwistern sind zwei, seine Schwester Victorina und sein einziger Bruder Festus, verstorben. Zu seinen älteren Schwestern Allia, Galla und Junia, die als launisch und eigenwillig beschrieben werden, hat Falco kein gutes Verhältnis, nicht zuletzt deshalb, weil er ihre Ehemänner für Versager hält. Nur mit seiner jüngeren Schwester Maia versteht er sich sehr gut, denn als die beiden jüngsten Kinder der Familie haben sie immer eng zusammengehalten. Von Maias Ehemann Famia, einem Trunkenbold, hält Falco jedoch nicht sehr viel. Als Famia wegen Gotteslästerung hingerichtet wird, kümmert sich Falco so gut er kann um Maia und deren vier Kinder. Insgesamt hat Falco eine ganze Reihe von Nichten und Neffen, die er bei seinen Fällen gelegentlich für Botengänge und als Babysitter für Julia Junilla und Sosia Favonia einspannt. Ebenfalls zu Falcos Familie gehört seine Hündin Nux, die ihn überallhin begleitet.
Falcos bester Freund ist Lucius Petronius Longus, genannt Petro, der einen hohen Posten bei den Vigiles, der römischen Feuerwehr, bekleidet. Die beiden haben sich in der Legion kennengelernt und arbeiten oft zusammen, obwohl die Vigiles mit Privatermittlern eigentlich auf schlechtem Fuß stehen. Petro hat große Probleme in seiner Ehe und verliert schließlich auch noch zwei seiner drei Töchter durch eine schwere Krankheit. Trost findet er bei Falcos jüngerer Schwester Maia, mit der er eine Beziehung beginnt.

### Feinde
Falcos Erzfeind ist der kaiserliche Agent Anacrites, der bereits versucht hat, Falco umbringen zu lassen, und zudem dessen Schwester Maia nachstellt. Der wesentlich moralischere Falco hat dem schwerverletzten Anacrites jedoch einst das Leben gerettet und ihn bei seiner Mutter untergebracht. Seitdem betrachtet Falcos Mutter den Oberspion Anacrites als ihren Schützling und versucht, ihn und Falco zur Zusammenarbeit zu bewegen, was ihr gelegentlich auch schon gelungen ist.

## Romane
1. The Silver Pigs (1989; dt. Silberschweine, 1991, ISBN 3-426-63082-6)
2. Shadows in Bronze (1990; dt. Bronzeschatten, 1992, ISBN 3-426-71105-2)
3. Venus in Copper (1991; dt. Kupfervenus, 1993, ISBN 3-426-62576-8)
4. The Iron Hand of Mars" (1992; dt. Eisenhand, 1994, ISBN 3-426-71146-X)
5. Poseidon’s Gold (1993; dt. Poseidons Gold, 1995, ISBN 3-426-63095-8)
6. Last Act in Palmyra (1994; dt. Letzter Akt in Palmyra, 1996, ISBN 3-426-63079-6)
7. Time to Depart (1995; dt. Gnadenfrist, 1997, ISBN 3-426-63113-X)
8. A Dying Light in Corduba (1996; dt. Zwielicht in Cordoba, 1999, ISBN 3-426-63107-5)
9. Three Hands in the Fountain (1997; dt. Drei Hände im Brunnen, 2000, ISBN 3-426-62516-4)
10. Two for the Lions (1998; dt. Den Löwen zum Fraß, 2002, ISBN 3-426-62284-X)
11. One Virgin Too Many (1999; dt. Eine Jungfrau zuviel, 2002, ISBN 3-426-62674-8)
12. Ode to a Banker (2000; dt. Tod eines Mäzens, 2003, ISBN 3-426-62944-5)
13. A Body in the Bath House (2001; dt. Eine Leiche im Badehaus, 2005, ISBN 3-426-66107-1)
14. The Jupiter Myth (2002; dt. Mord in Londinium, 2006, ISBN 3-426-63236-5)
15. The Accusers (2003; dt. Tod eines Senators, 2006, ISBN 3-426-66155-1)
16. Scandal Takes a Holiday (2005; dt. Das Geheimnis des Scriptors, 2009, ISBN 3-426-50259-3)
17. See Delphi and Die (2006; dt. Delphi sehen und sterben, 2010, ISBN 3-426-50260-7)
18. Saturnalia (2007; dt. Mord im Atrium, 2011, ISBN 978-3426502617)
19. Alexandria (2009, Century Books, London, ISBN 978-1846052880)
20. Nemesis (2010, Century, London, ISBN 978-1846056116)

Anscheinend ist die Reihe damit endgültig beendet. Im letzten veröffentlichten Buch der Reihe locken Falco und Petro verabredungsgemäß Anacrites in einen Hinterhalt, ermorden ihn dort und entsorgen seine Leiche in der Cloaca Maxima, weil sie anderenfalls um ihr eigenes Leben und das ihrer Familien fürchten, da der Imperator Vespasian bzw. seine Söhne nicht gewillt sind, gegen Anacrites vorzugehen. Das Ausbleiben weiterer Romane der Falco-Reihe seit nunmehr 13 Jahren lässt in Verbindung mit deren „Fortsetzung“ in der Flavia-Albia-Reihe "Falco: The New Generation" nur den Schluss auf deren Beendigung mit Nemesis zu. Lindsay Davis ist als Autorin nach wie vor aktiv, widmet sich aber vorwiegend der Nachfolgereihe über Falcos Adoptivtochter Flavia Albia. In diesen Büchern taucht Falco nicht mehr selbst auf, wird aber häufig erwähnt, typischerweise in seiner neuen Rolle als gerissener Auktionator, die er von seinem verstorbenen Vater übernommen hat. In der Reihe sind bislang die folgenden Werke erschienen:
1. The Ides of April (2013, ISBN 978-1444755848 – „Die Iden des April“ oder „Am 15. April“)
2. Enemies at Home (2014, ISBN 978-1444766608 – „Der Feind zu Hause“)
3. Deadly Election (2015, ISBN 978-1444794182 – „Tödlicher Wahlgang“)
4. The Graveyard of the Hesperides (2016, ISBN 978-1473613393 – „Der Friedhof der Hesperiden“)
5. The Third Nero (2017, ISBN 978-1473613430 – „Der dritte Nero“)
6. Pandora's Boy (2018, ISBN 978-1473658639 – „Der Junge der Pandora“, auch ein Wortspiel mit „Pandora's Box“ = Büchse der Pandora)
7. A Capitol Death (2019, ISBN 978-1473658769 – „Tod im Kapitol“)
8. The Grove of the Caesars (2020, ISBN 978-1529374285 – „Der Hain der Caesaren“)
9. A Comedy of Terrors (2021, ISBN 978-1529374292 – „Eine Komödie der Schrecken“)
10. Desperate Undertaking (2022, ISBN 978-1529354683 – „Verzweifeltes Unterfangen“)
11. Fatal Legacy (2023, ISBN 978-1529354737 – „Tödliches Vermächtnis“)

Die Flavia-Albia-Romane sind bislang nicht auf Deutsch erschienen; die oben genannten deutschen Übersetzungen der englischen Originaltitel sind lediglich informativ.
Für Fans erwähnenswert ist darüber hinaus
- Invitation to Die („Einladung zum Sterben“, ISBN 978-1529374438)

Dabei handelt es sich um eine Kurzgeschichte, die vorwiegend von Falcos Schwägern Aulus und Justinianus sowie deren Familien handelt. Einen kurzen Auftritt hat aber auch Falcos Ehefrau Helena. Auf die Geschichte wird mehrfach in A Capitol Death und vor allem in The Grove of the Caesars Bezug genommen. Auch Invitation to Die ist noch nicht auf Deutsch erschienen.